# الکسی فاورسکی
الکسی فاورسکی (روسی: Алексе́й Евгра́фович Фаво́рский؛ 3 march [سبک قدیمی: 20 february] 1860 – ۸ اوت ۱۹۴۵) شیمیدان اهل اتحاد جماهیر شوروی سوسیالیستی بود. شاید مهمترین اختراع او کمک به تولید لاستیک مصنوعی بود.
وی همچنین برندهٔ جوایزی همچون نشان لنین شده‌است.